# فیصل بودهوم
فیصل بودَهوم (عربی: فيصل بودهوم؛ زادهٔ ۲۵ سپتامبر ۱۹۸۸) بازیکن فوتبال اهل بحرین است.
از باشگاه‌هایی که در آن بازی کرده‌است می‌توان به باشگاه ورزشی الرفاع اشاره کرد.
وی همچنین در تیم ملی فوتبال بحرین بازی کرده‌است.